# Янгі-Юл (Куюргазинський район)
Я́нгі-Юл (рос. Янги-Юл, башк. Яңы Юл) — присілок у складі Куюргазинського району Башкортостану, Росія. Входить до складу Якшимбетовської сільської ради.
Населення — 128 осіб (2010; 120 в 2002).
Національний склад:
- башкири — 99%